# 窮街陋巷
是1973年的美國犯罪電影，由馬田·史高西斯執導，史高西斯和馬爾迪克·馬田共同編劇。主演是夏菲·基圖及羅拔·迪尼路。由華納兄弟於1973年10月2日發行上映。迪尼路憑他所飾演的角色John "Johnny Boy" Civello而獲得國家影評人協會的最佳男配角獎。
1997年，《窮街陋巷》被國會圖書館放入美國國家影片登記表的保存電影列表中。

## 劇情
Charlie（夏菲·基圖 飾）是一名意大利裔美國人，與意大利移民朋友們混跡在紐約曼哈頓的下東區，沒有固定職業，靠著替黑手黨賣命混口飯吃。Charlie的好友Johnny Boy（羅拔·迪尼路 飾演）欠了黑市商人Michael（理查德·羅農斯 飾演）的錢，卻無力償還，整日被追債。Charlie與Johnny的表妹Teresa（艾米·羅賓森 飾演）真心相愛，但是Teresa希望他能離開這種不穩定的生活，去尋找新生活。Michael因為找Johnny要不到錢而惱羞成怒，Charlie為了幫Johnny擺平此事，承諾他會盡早還錢。在酒吧裡，Michael發現Johnny已經窮到極致，根本就不可能還錢時，兩人扭打在一起。失控的Johnny拔槍瞄准Michael，逼退了Michael。為了躲避Michael的報復，Charlie、Johnny、Teresa三人決定躲到鄉下去，他們在開車去看電影的路上，一輛汽車從後面追上來。車裡正是Michael，他拔出手槍向三人的車子開火。汽車被撞翻了，受傷的三人，艱難地從車中爬出，面對茫茫黑夜，他們發出了無望的哭喊。

## 演員
- 羅拔·迪尼路 飾 John "Johnny Boy" Civello
- 夏菲·基圖 飾 Charlie Cappa
- 大衛‧普羅瓦爾（英语：David Proval） 飾 Tony DeVienazo
- 艾米·羅賓森（英语：Amy Robinson） 飾 Teresa Ronchelli
- 理查德·羅農斯（英语：Richard Romanus） 飾 Michael Longo
- 塞薩·達諾瓦（英语：Cesare Danova） 飾 Giovanni Cappa
- 菲克特·亞哥（英语：Victor Argo） 飾 Mario
- George Memmoli（英语：George Memmoli） 飾 Joey
- Lenny Scaletta 飾 Jimmy
- 吉恩·貝爾（英语：Jean Bell） 飾 Diane
- Murray Mosten 飾 Oscar
- 大衛·卡拉定 飾 Drunk
- 羅伯特·卡拉丁 飾 Boy With Gun
- Lois Walden 飾 Jewish Girl
- 哈利·諾薩普（英语：Harry Northup） 飾 Soldier
- 馬田·史高西斯 飾 Jimmy Shorts

## 外部連結
- 豆瓣电影上《窮街陋巷》的資料 （简体中文）